# 31152 Daishinsai
31152 Daishinsai è un asteroide della fascia principale. Scoperto nel 1997, presenta un'orbita caratterizzata da un semiasse maggiore pari a 2,5376977 UA e da un'eccentricità di 0,2146654, inclinata di 13,12932° rispetto all'eclittica.